# Arkadiusz Gołębiewski
Arkadiusz Gołębiewski (ur. 12 czerwca 1968 w Ciechanowie) – polski operator, reżyser, producent i scenarzysta filmowy. 

## Życiorys
Ukończył studia w PWSFTViT w Łodzi na Wydziale Operatorskim i Realizacji TV. Jako reżyser debiutował w 1998 roku w fabularyzowanym dokumencie „Jam jest Maryse Boticelise”, a jako autor zdjęć w 1999 roku w filmie fabularnym „4 w 1” w reż. Wenantego Nosula. Jego twórczość obejmuje przede wszystkim filmy dokumentalne. W swoich najnowszych obrazach skupia się na powojennej historii Polski.
Został członkiem zarządu Stowarzyszenia Twórców dla Rzeczypospolitej, prezesem Stowarzyszenia Scena Kultury, prezesem Fundacji Drzwi do Wolności oraz członkiem rady programowej Fundacji im. Janusza Kurtyki.
Jest pomysłodawcą oraz twórcą Festiwalu Filmów Dokumentalnych „Niepokorni, Niezłomni, Wyklęci”, na którym prezentowane są filmy poruszające tematykę powojennej historii Polski. Pokazują one rolę polskiego podziemia i opozycji demokratycznej w walce z komunistycznym reżimem w latach 1944–1989.
Jest autorem projektu edukacyjnego przeznaczonego dla młodych adeptów sztuki filmowej „Nakręć dziadka komórką”, realizowanego w Polsce oraz zagranicą.
W 2023 r został wyróżniony przez Instytut Pamięci Narodowej tytułem „Kustosz Pamięci Narodowej”.
Wszedł w skład komitetu wspierającego kandydaturę Karola Nawrockiego na prezydenta RP w wyborach w 2025.

## Filmografia

### Reżyser
- 2016: Alma Polaca, czyli polska dusza
- 2016: Kochankowie z lasu
- 2016: Pan Major „Łupaszka”
- 2015: Inka. Zachowałam się jak trzeba
- 2014: Dzieci kwatery „Ł”, Tropem wyklętych[10]
- 2013: Kwatera „Ł”
- 2012: Niepodległy, opowieść o Januszu Krupskim
- 2010: Generał Gryf. Robiłem dobrą robotę
- 2009: Duchem ciosany, Historia Kowalskich, Przystanek Gdańska
- 2008: Sny stracone, sny odzyskane
- 2007: Kapitan z Santa Klary, Wyżyj przez okno, Napo, czyli wariatka
- 2006: Rosyjska dusza
- 2005: Życie za życie, Rozbity kamień

### Scenarzysta
- 2016: Alma Polaca, czyli polska dusza
- 2016: Kochankowie z lasu
- 2016: Pan Major „Łupaszka”
- 2015: Inka. Zachowałam się, jak trzeba
- 2014: Dzieci kwatery „Ł”, Tropem wyklętych
- 2013: Kwatera „Ł”
- 2012: Niepodległy, opowieść o Januszu Krupskim
- 2010: Generał Gryf. Robiłem dobrą robotę
- 2009: Historia Kowalskich, Przystanek Gdańska
- 2008: Sny stracone, sny odzyskane
- 2007: Kapitan z Santa Klary, Wyżyj przez okno, Napo, czyli wariatka 2007
- 2005: Życie za życie, Rozbity kamień
- 2000: Mongolski ślad

### Zdjęcia
- 2016: Alma Polaca, czyli polska dusza
- 2016: Kochankowie z lasu
- 2016: Pan Major „Łupaszka”
- 2015: Inka. Zachowałam się, jak trzeba
- 2014: Dzieci kwatery „Ł”
- 2013: Kwatera „Ł”
- 2012: Niepodległy, opowieść o Januszu Krupskim
- 2011: Dies Luctus, Lista Pasażerów, Przebudzenie
- 2009: Duchem ciosany, Przystanek Gdańska
- 2008: Sny stracone, sny odzyskane
- 2007: Życie za życie, Kapitan z Santa Klary, Wyżyj przez okno, Napo, czyli wariatka
- 2006: Rosyjska dusza
- 2005: Życie za życie, Rozbity kamień 2005, Tyle dobra dookoła
- 2002: To tu to tam
- 2000: Mongolski ślad
- 1999: 4 w 1

### Producent
- 2016: Alma Polaca, czyli polska dusza
- 2016: Kochankowie z lasu
- 2016: Pan Major „Łupaszka”
- 2015: Inka. Zachowałam się, jak trzeba
- 2014: Dzieci kwatery „Ł”, Tropem wyklętych
- 2013: Kwatera „Ł”
- 2012: Dopóki żyję
- 2011: Lista pasażerów
- 2009: Duchem ciosany
- 2008: Sny stracone sny odzyskane
- 2007: Kapitan Santa Klary, Wyżyj przez okno, Napo, czyli wariatka 2007
- 2005: Życie za życie

### Współpraca producencka
- 2009: Historia Kowalskich, Przystanek Gdańska
- 2002: Ta tu to tam
- 1999: 4 w 1

### Producent wykonawczy
- 2009: Przystanek Gdańska

### Realizacja
- 2007: Życie za życie

### Operator
- 1999: A jednak olimpiada w Zakopanem

### Współpraca operatorska
- 2006: Cień Judasza

### Opieka artystyczna
- 2007: Na skrzydłach nadziei

## Odznaczenia i nagrody
- Medal Stulecia Odzyskanej Niepodległości (2019)[11]
- Medal „Pro Patria” (2016)[12]
- Złoty Krzyż Zasługi, Węgry (2020)[13]
- Nagroda im. Jacka Maziarskiego (2019)[14]
- Doroczna Nagroda Ministra Kultury i Dziedzictwa Narodowego (2021)[15]
- Kustosz Pamięci Narodowej (2023)